# Nebílovský Borek
Nebílovský Borek (německy Borek bei Nebillau) je vesnice, část obce Štěnovický Borek v okrese Plzeň-město v Plzeňském kraji. Nachází se asi jeden kilometr východně od Štěnovického Borku. Je zde evidováno 112 adres. Trvale zde žije 309 obyvatel.
Nebílovský Borek je také název katastrálního území o rozloze 3,39 km².

## Historie
První písemná zmínka o vesnici pochází z roku 1379.
Nebílovský Borek byl v minulosti nazýván také jako Borek Šťáhlavský, neboť zdejší dvůr náležel panství šťáhlavskému. Do roku 1923 bylo možné v psané formě používat variantu “Nebylovský Borek”, avšak zákon č. 266 (z 14. listopadu 1920) variantu s “y” neumožňuje.

## Obyvatelstvo
| Rok            | 1869 | 1880 | 1890 | 1900 | 1910 | 1921 | 1930 | 1950 | 1961 | 1970 | 1980 | 1991 | 2001 | 2011 | 2021 |
| -------------- | ---- | ---- | ---- | ---- | ---- | ---- | ---- | ---- | ---- | ---- | ---- | ---- | ---- | ---- | ---- |
| Počet obyvatel | 212  | 203  | 196  | 208  | 232  | 239  | 266  | 215  | 222  | 198  | 162  | 160  | 159  | 246  | 309  |
| Počet domů     | 28   | 31   | 30   | 29   | 37   | 39   | 47   | 51   | 51   | 51   | 50   | 60   | 61   | 89   | 104  |

## Obecní správa
Při sčítání lidu v letech 1850–1899 Nebílovský Borek byl osadou obce Chválenice v okrese Plzeň. V letech 1900–1959 byl samostatnou obcí, se kterým patřily nejprve do okresu Plzeň, ale v roce 1950 v okrese Plzeň-okolí. V letech 1960–1990 byl částí obce Čižice v okrese Plzeň-jih. Od 1. září 1990 je částí obce Štěnovický Borek v okrese Plzeň-jih, ale od 1. ledna 2007 v okrese Plzeň-město.

## Pamětihodnosti

Kaple svatého Vojtěcha

- Kaple svatého Vojtěcha